# 君津市立周西南中学校
君津市立周西南中学校（きみつしりつ すさいみなみちゅうがっこう）は、千葉県君津市中野にある公立中学校。

## 概要
君津市の市街地に位置する学校であり、全校生徒数は200人以上。全6学級である。通称は南中（なんちゅう）。令和4年度までは出席番号は男女別の誕生日順（男子生徒が先）であったが、翌年度からは氏名の五十音順となった。主な特徴として、生徒を清掃するグループと清掃時体育（せいそうじたいいく。略して清体とも呼ばれる）のグループに分かれる、下校時刻を知らせる音楽に『What a wonderful world』が用いられる、いじめ防止のための取り組みが多い、などがある。
マスコットキャラクターに「なんちゅう」というねずみのキャラクターがいる。連絡帳や自主学習ノートの役割を果たす南中LIFE（なんちゅうらいふ）の表紙にも描かれている。

## 沿革

### 経緯
新日本製鐵の進出による急激な人口増加に伴い、昭和60年4月に周西中学校から分離して誕生した。開校当初の生徒数は500名以上であったが、現在は230名あまりとなっている。

### 年表
- 1985年（昭和60年）4月3日 - 開校
- 1987年（昭和62年）3月3日 - 校旗作成及び校歌制定

## 学校行事
| - 4月 - 着任式、1学期始業式、入学式、新入生オリエンテーション - 5月 - 生徒総会、体育祭 - 6月 - 1学期期末テスト、心と絆集会 - 7月 - 1学期終業式 - 8月 - 夏季休業 - 9月 - 2学期始業式、復習確認テスト、修学旅行（3年）、校外学習（1年） | - 10月 - 2学期中間テスト、宿泊学習（2年）、合唱コンクール - 11月 - 生徒会役員選挙、生徒会認証式、2学期期末テスト - 12月 - 2学期終業式 - 1月 - 3学期始業式、復習確認テスト、新入生説明会 - 2月 - 3学期期末テスト - 3月 - 3年生を送る会 、卒業式、修了式（在校生）、辞校式 |

## 生徒会活動
- 生徒会本部
- 生活委員会
- 体育委員会
- 報道委員会
- 美化委員会
- 保健委員会
- 文化委員会

### 廃止されたもの
- 福祉委員会（生徒数の減少により令和5年に廃止）

## 部活動

### 運動系部活動
- 陸上部
- 男子バスケットボール部
- 男子バレー部
- 女子バレー部
- 女子バドミントン部
- 男子卓球部

#### 廃止されたもの
- 野球部（令和5年に廃止）
- サッカー部（令和6年に廃止）
- 女子バスケットボール部（令和6年に廃止）
- 女子卓球部（令和6年に廃止)

### 文化系部活動
- 吹奏楽部

### 同好会
- 美術同好会

### 特別な部活動
- 駅伝部

## 通学区域
出典
- 中野：一丁目から六丁目
- 久保：一丁目から五丁目
- 南久保：全域
- 北久保：全域
- 陽光台：全域
- 台：全域
- 高坂
- 中富：飛び地（870番から1054番）
- 大和田：四丁目から五丁目
- 人見：（1710番から1712番、二丁目1番3号）

## 進学前小学校
- 君津市立周西小学校

君津市の公立中学校のうち、進学前小学校がただ一校なのは、君津市立周西南中学校と君津市立周南中学校だけである。